# Kolsko
Kolsko (niem. Kolzig) – wieś w Polsce położona w Kotlinie Kargowskiej, w województwie lubuskim, w powiecie nowosolskim, w gminie Kolsko.
W latach 1975–1998 miejscowość administracyjnie należała do województwa zielonogórskiego.
Miejscowość jest siedzibą władz gminy Kolsko.

## Położenie
Wieś leży 25 km na południowy zachód od Wolsztyna, przy drodze wojewódzkiej (nr 315) do Nowej Soli. Około 4 km na południe od Kolska leży Jezioro Sławskie, największy akwen w zachodniej Polsce.

## Zabytki
Do wojewódzkiego rejestru zabytków wpisane są:
- kościół pod wezwaniem Narodzenia św. Jana Chrzciciela, z XVIII w., z barokowym wyposażeniem
- zespół pałacowy, ul. Piastowska 48 : 
  - pałac, ukończony w 1841 roku
  - park, zabytkowy z połowy XIX wieku

inne zabytki:
- założenie folwarczne z XIX wieku.

## Demografia
Liczba mieszkańców miejscowości w poszczególnych latach:
| Rok  | Ilość mieszkańców |
| ---- | ----------------- |
| 1998 | 850               |
| 2002 | 960               |
| 2009 | 979               |
| 2011 | 971               |
| 2021 | 924               |